# John Zorn/Diskografie

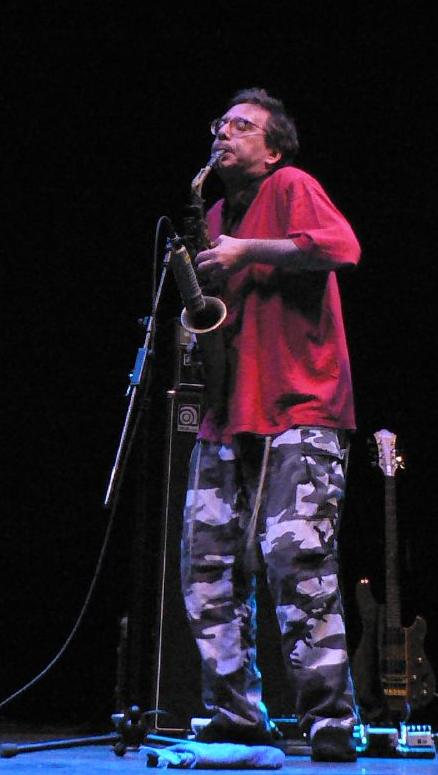
John Zorn (2006)

Diese Diskografie ist eine Übersicht über die veröffentlichten Tonträger von John Zorn. Sie umfasst mehr als 200 Musik-Alben, an deren Entstehung er als Interpret oder Komponist mitwirkte. Auf über 2000 Alben wird er als Produzent aufgeführt. In der folgenden Zusammenstellung werden die von Zorn komponierten oder (mit-)eingespielten Alben aufgelistet.

## Alben unter eigenem Namen
| VÖ   | Titel                                                     | Musiklabel             | Anmerkungen                                                                                             |
| ---- | --------------------------------------------------------- | ---------------------- | --- |
| 1980 | Pool                                                      | Parachute              | Game-Pieces-Serie; Re-Release Tzadik (2001)                                                             |
| 1981 | Archery                                                   | Parachute              | Game-Pieces-Serie; Re-Release Tzadik (2000)                                                             |
| 1983 | Locus Solus                                               | Rift                   | Re-Releases Eva (1991), Tzadik (1997)                                                                   |
| 1983 | The Classic Guide to Strategy: Volume 1                   | Lumina                 | Solo-Album                                                                                              |
| 1985 | The Classic Guide to Strategy: Volume 2                   | Lumina                 | Solo-Album                                                                                              |
| 1988 | Spy vs Spy: The Music of Ornette Coleman                  | Nonesuch               | mit Tim Berne, Mark Dresser, Joey Baron, Michael Vatcher                                                |
| 1994 | John Zorn’s Cobra: Tokyo Operations ’94                   | Avant                  | – |
| 1995 | First Recordings 1973                                     | Tzadik                 | Solo (1973 sowie 1974 aufgenommen)                                                                      |
| 1995 | John Zorn’s Cobra: Live at the Knitting Factory           | Knitting Factory Works | Live-Album                                                                                              |
| 1997 | Lacrosse                                                  | Tzadik                 | Game-Pieces-Serie; Re-Release Tzadik (2000)                                                             |
| 1997 | Hockey                                                    | Tzadik                 | Game-Pieces-Serie, aufgenommen 1980; Re-Release Tzadik (2002)                                           |
| 1997 | Parachute Years                                           | Tzadik                 | 7-CD-Box-Set mit den game-pieces-Alben Lacrosse, Hockey, Pool, Archery und Bonus-Material               |
| 1998 | The Bribe                                                 | Tzadik                 | file-card-Serie                                                                                         |
| 1998 | Music for Children                                        | Tzadik                 | mit Prelapse; Re-Release Tzadik (2009)                                                                  |
| 2001 | Songs from the Hermetic Theatre                           | Tzadik                 | – |
| 2001 | The Gift                                                  | Tzadik                 | – |
| 2002 | IAO                                                       | Tzadik                 | – |
| 2008 | The Dreamers                                              | Tzadik                 | The Dreamers (Mitglieder von Electric Masada)                                                           |
| 2010 | Dictée/Liber Novus                                        | Tzadik                 | – |
| 2010 | Interzone                                                 | Tzadik                 | William-Burroughs-Tribut                                                                                |
| 2012 | Nosferatu                                                 | Tzadik                 | komponiert für eine polnische Bühnen-Version von Bram Stokers Dracula                                   |
| 2012 | The Hermetic Organ                                        | Tzadik                 | Orgel-Solo                                                                                              |
| 2012 | Rimbaud                                                   | Tzadik                 | – |
| 2014 | The Hermetic Organ Vol. 2 – St. Paul’s Chapel             | Tzadik                 | Orgel-Solo                                                                                              |
| 2015 | The Hermetic Organ Vol. 3 – St. Paul’s Hall, Huddersfield | Tzadik                 | Orgel-Solo                                                                                              |
| 2016 | The Hermetic Organ Vol. 4 – St. Bart’s                    | Tzadik                 | Orgel-Solo                                                                                              |
| 2016 | The Classic Guide to Strategy: Volume 4                   | Tzadik                 | Saxophon-Solo; Aufnahme 2013                                                                            |
| 2017 | The Hermetic Organ Vol. 5 – Philharmonie De Paris         | Tzadik                 | Orgel-Solo                                                                                              |
| 2018 | The Urmuz Epigrams                                        | Tzadik                 | mit Ches Smith                                                                                          |
| 2018 | In a Convex Mirror                                        | Tzadik                 | mit Ches Smith, Ikue Mori                                                                               |
| 2019 | The Hermetic Organ Vol. 6 – For Edgar Allan Poe           | Tzadik                 | Orgel-Solo                                                                                              |
| 2019 | The Hermetic Organ Vol. 7 – St. John the Divine 2013      | Tzadik                 | Orgel-Solo                                                                                              |
| 2019 | The Hermetic Organ Vol. 8 – For Antonin Artaud            | Tzadik                 | Orgel-Solo                                                                                              |
| 2019 | Tractatus Musico-Philosophicus                            | Tzadik                 | multiinstrumentelles Solo-Album                                                                         |
| 2020 | Les Maudits                                               | Tzadik                 | kammermusikalische Stücke; Zorn spielt selbst in einem der Stücke (mit Ches Smith, Simon Sheldon Hanes) |
| 2022 | Spinoza                                                   | Tzadik                 | mit Bill Frisell und dem Simulacrum-Trio (John Medeski, Kenny Grohowski, Matt Hollenberg)               |
| 2022 | John Zorn’s Olympiad: Vol. 2 Fencing 1978                 | Tzadik                 | mit Eugene Chadbourne, Duck Baker, Randy Hutton, Polly Bradfield                                        |
| 2022 | The Hermetic Organ Vol. 9 – Liber VII                     | Tzadik                 | Orgel-Solo                                                                                              |
| 2022 | The Hermetic Organ Vol. 10 – Bozar, Brussels              | Tzadik                 | Orgel-Solo                                                                                              |
| 2024 | The Hermetic Organ Vol. 11 – For Terry Riley              | Tzadik                 | Orgel-Solo                                                                                              |
| 2024 | The Hermetic Organ Vol. 12 – The Bosch Requiem            | Tzadik                 | Orgel-Duo mit John Medeski                                                                              |
| 2024 | The Hermetic Organ Vol. 13 – Biennale Music Venezia       | Tzadik                 | Orgel-Solo                                                                                              |

### Nur Komposition
| VÖ   | Titel                                                                                     | Musiklabel          | Anmerkungen |
| ---- | ----------------------------------------------------------------------------------------- | ------------------- | --- |
| 1986 | The Big Gundown                                                                           | Nonesuch            | Re-Release Tzadik (2000) |
| 1987 | Cobra                                                                                     | HatHut              | Aufnahme 1985 live, 1986 Studio; Re-Releases Nippon Crown (1991), HatHut (1991, 2001, 2002) |
| 1987 | Spillane                                                                                  | Nonesuch            | file-card-Serie |
| 1990 | The John Zorn Radio Hour                                                                  | Nonesuch            | „Radiosendung“ von Zorn mit vier Tracks von Naked City |
| 1992 | Elegy                                                                                     | Eva                 | file-card-Serie; Re-Releases Tzadik (1995), Eva (1995) |
| 1993 | Kristallnacht                                                                             | Eva                 | Re-Release Tzadik (1995) |
| 1995 | Redbird                                                                                   | Tzadik              | – |
| 1995 | The Book of Heads                                                                         | Tzadik              | eingespielt von Marc Ribot (Solo) |
| 1997 | Duras: Duchamp                                                                            | Tzadik              | – |
| 1997 | New Traditions in East Asian Bar Bands                                                    | Tzadik              | – |
| 1998 | Angelus Novus                                                                             | Tzadik              | eingespielt vom Callithumpian Consort of the New England Conservatory |
| 1998 | Aporias: Requia for Piano and Orchestra                                                   | Tzadik              | eingespielt von American Composers Orchestra unter Leitung von Dennis Russell Davies, Kinderchor des Ungarischen Radios und Stephen Drury (Piano) |
| 1999 | Godard/Spillane                                                                           | Tzadik              | Die drei hier versammelten Werke, die zwischen 1985 und 1989 aufgenommen wurden, wurden vorher bereits auf anderen Alben veröffentlicht, u. a. auf Spillane. |
| 1999 | The String Quartets                                                                       | Tzadik              | – |
| 1999 | Taboo and Exile                                                                           | Tzadik              | – |
| 2000 | Xu Feng                                                                                   | Tzadik              | Game-Pieces-Serie, komponiert zwischen 1977 und 1989 |
| 2000 | Cartoon / S&M                                                                             | Tzadik              | 2-CD-Album |
| 2001 | Madness, Love and Mysticism                                                               | Tzadik              | – |
| 2002 | Cobra: John Zorn’s Game Pieces Volume 2                                                   | Tzadik              | – |
| 2003 | Chimeras                                                                                  | Tzadik              | Re-Release Tzadik (2010) |
| 2004 | Magick                                                                                    | Tzadik              | – |
| 2005 | Mysterium                                                                                 | Tzadik              | – |
| 2005 | Rituals                                                                                   | Tzadik              | – |
| 2007 | From Silence to Sorcery                                                                   | Tzadik              | – |
| 2009 | Alhambra Love Songs                                                                       | Tzadik              | Alhambra-Trio (Rob Burger, Ben Perowsky, Greg Cohen) |
| 2009 | Femina                                                                                    | Tzadik              | – |
| 2009 | O’o                                                                                       | Tzadik              | The Dreamers (Electric Masada ohne Zorn und Ikue Mori) |
| 2010 | In Search of the Miraculous                                                               | Tzadik              | Alhambra-Trio mit Kenny Wollesen, Carol Emanuel und Shanir Ezra Blumenkranz |
| 2010 | The Dreamers – The Gentle Side                                                            | Tzadik              | Kompilation von The Dreamers |
| 2010 | The Goddess – Music for the Ancient Days                                                  | Tzadik              | – |
| 2010 | What Thou Wilt                                                                            | Tzadik              | komponiert 1999 |
| 2011 | The Satyr’s Play / Cerberus                                                               | Tzadik              | – |
| 2011 | Nova Express                                                                              | Tzadik              | Nova-Quartett (John Medeski, Trevor Dunn, Kenny Wollesen, Joey Baron) |
| 2011 | Enigmata                                                                                  | Tzadik              | Duo-Aufnahmen von Marc Ribot und Trevor Dunn |
| 2011 | At the Gates of Paradise                                                                  | Tzadik              | Nova-Quartett |
| 2011 | A Dreamers Christmas                                                                      | Tzadik              | The Dreamers |
| 2012 | Mount Analogue                                                                            | Tzadik              | Cyro Baptistas Banquet of the Spirits mit Kenny Wollesen |
| 2012 | The Gnostic Preludes                                                                      | Tzadik              | The Gnostic Trio (Carol Emanuel, Bill Frisell, Kenny Wollesen) |
| 2012 | A Vision in Blakelight                                                                    | Tzadik              | Nova-Quartett mit Cyro Baptista und Carol Emanuel |
| 2012 | Music and Its Double                                                                      | Tzadik              | – |
| 2012 | The Concealed                                                                             | Tzadik              | Nova-Quartett mit Erik Friedlander und Mark Feldman |
| 2013 | Lemma                                                                                     | Tzadik              | – |
| 2013 | Dreamachines                                                                              | Tzadik              | Nova-Quartett |
| 2013 | The Mysteries                                                                             | Tzadik              | The Gnostic Trio |
| 2013 | On The Torment Of Saints, The Casting Of Spells And The Evocation Of Spirits              | Tzadik              | – |
| 2013 | In Lambeth – Visions From The Walled Garden Of William Blake                              | Tzadik              | The Gnostic Trio (inkl. Ikue Mori) |
| 2013 | Shir Hashirim                                                                             | Tzadik              | A-Cappella-Kompositionen |
| 2014 | Psychomagia                                                                               | Tzadik              | eingespielt von Shanir Ezra Blumenkranz’ Abraxas |
| 2014 | Alchemist                                                                                 | Tzadik              | Streich-Quartett |
| 2014 | Fragmentations, Prayers And Interjections                                                 | Tzadik              | Musik für ein Orchester |
| 2014 | Live At The Hall Of Mirrors                                                               | Tzadik              | Klavier-Trio |
| 2014 | Myth and Mythopoeia                                                                       | Tzadik              | Neue-Musik-Kompositionen |
| 2014 | On Leaves of Grass                                                                        | Tzadik              | Nova-Quartett |
| 2014 | The Testament of Solomon                                                                  | Tzadik              | The Gnostic Trio |
| 2014 | Valentine’s Day                                                                           | Tzadik              | Enigmata-Kompositionen mit Marc Ribot, Trevor Dunn und Tyshawn Sorey |
| 2014 | Transmigration Of The Magus                                                               | Tzadik              | The Gnostic Trio |
| 2015 | John Zorn’s Olympiad–Vol. 1 Dither Plays Zorn                                             | Tzadik              | in 70er Jahren aufgenommene game-pieces-Kompositionen |
| 2015 | Hen to Pan                                                                                | Tzadik              | – |
| 2015 | Simulacrum                                                                                | Tzadik              | Orgel-Trio mit John Medeski, Matt Hollenberg und Kenny Grohowski |
| 2015 | The Song Project Live At LPR                                                              | Tzadik              | LP-Set mit Live-Aufnahmen anlässlich 60. Geburtstags (Zorn@60) |
| 2015 | Pellucidar–A Dreamers Fantabula                                                           | Tzadik              | The Dreamers |
| 2015 | Forro Zinho – Forro In The Dark Plays Zorn                                                | Tzadik              | eingespielt von Forro In The Dark |
| 2015 | The True Discoveries Of Witches And Demons                                                | Tzadik              | Simulacrum-Trio mit Marc Ribot und Trevor Dunn |
| 2015 | Inferno                                                                                   | Tzadik              | Simulacrum-Trio |
| 2015 | James Moore Plays The Book Of Heads                                                       | Tzadik              | + Film-DVD von Stephen Taylor |
| 2016 | Madrigals                                                                                 | Tzadik              | a cappella von Sapphites |
| 2016 | The Painted Bird                                                                          | Tzadik              | Simulacrum-Trio mit Kenny Wollesen |
| 2016 | Mockingbird                                                                               | Tzadik              | The Gnostic Trio |
| 2016 | Sacred Visions                                                                            | Tzadik              | – |
| 2016 | Comedia Dell’arte                                                                         | Tzadik              | Kammermusik |
| 2016 | 49 Acts of Unspeakable Depravity in the Abominable Life and Times of Gilles de Rais       | Tzadik              | Simulacrum-Trio |
| 2017 | The Garden of Earthly Delights                                                            | Tzadik              | Simulacrum Trio |
| 2017 | There Is No More Firmament                                                                | Tzadik              | Sammlung von Kompositionen aus 2013–2016, u. a. mit Peter Evans |
| 2017 | Midsummer Moons                                                                           | Tzadik              | Julian Lage und Gyan Riley |
| 2017 | The Interpretation of Dreams                                                              | Tzadik              | Sae Hashimoto, JACK Quartet, Shanir Ezra Blumenkranz, Steve Gosling, Tyshawn Sorey |
| 2018 | The Book Beri’ah                                                                          | Tzadik, PledgeMusic | 11-CD-Box-Set mit dem gesamten dritten Masada Book of Songs, vertrieben über PledgeMusic; CD1 Sofia Rei Keter – crown, CD2 Cleric Chokhma – wisdom, CD3 Spike Orchestra Binah – understanding, CD4 Julian Lage / Gyan Riley Chesed – loving kindness, CD5 Abraxas Gevurah – severity, CD6 Klezmerson Tiferet – beauty, CD7 Gnostic Trio Netzach – eternity, CD8 Zion80 Hod – splendor, CD9 Banquet of the Spirits Yesod – foundation, CD10 Secret Chiefs 3 Malkhut – kingship, CD11 Craig Taborn / Vadim Neselovskyi Da’at – knowledge |
| 2018 | Insurrection                                                                              | Tzadik              | Julian Lage, Matt Hollenberg, Kenny Grohowski, Trevor Dunn |
| 2018 | Salem                                                                                     | Tzadik              | Insurrection-Quartett |
| 2019 | The Hierophant                                                                            | Tzadik              | Brian Marsella, Trevor Dunn, Kenny Wollesen |
| 2019 | Nove Cantici Per Francesco D’Assisi                                                       | Tzadik              | Julian Lage, Gyan Riley, Bill Frisell |
| 2019 | Encomia                                                                                   | Tzadik              | Stephen Gosling, Chris Otto |
| 2019 | Beyond Good and Evil – Simulacrum Live                                                    | Tzadik              | Simulacrum Trio |
| 2020 | Virtue                                                                                    | Tzadik              | Bill Frisell, Gyan Riley, Julian Lage |
| 2020 | Calculus                                                                                  | Tzadik              | Brian Marsella, Kenny Wollesen, Trevor Dunn |
| 2020 | Baphomet                                                                                  | Tzadik              | Simulacrum Trio |
| 2020 | Azoth                                                                                     | Tzadik              | Ches Smith, Jay Campbell, Michael Nicolas, Jorge Roeder |
| 2020 | The Turner Etudes                                                                         | Tzadik              | Stephen Gosling |
| 2021 | Gnosis: The Inner Light                                                                   | Tzadik              | Carol Emanuel, Bill Frisell, John Medeski, Kenny Wollesen |
| 2021 | Heaven and Earth Magick                                                                   | Tzadik              | Stephen Gosling, Sae Hashimoto, Ches Smith, Jorge Roeder |
| 2021 | Teresa de Avila                                                                           | Tzadik              | Bill Frisell, Julian Lage, Gyan Riley |
| 2021 | Chaos Magick                                                                              | Tzadik              | Simulacrum Trio mit Brian Marsella |
| 2021 | The Bagatelles                                                                            | Tzadik              | 4-CD-Box-Set: Vol 1 von Mary Halvorson Quartet (Mary Halvorson, Miles Okazaki, Drew Gress, Tomas Fujiwara), Vol 2 von Erik Friedlander und Michael Nicolas, Vol 3 von Trigger (Will Greene, Simon Hanes, Aaron Edgcomb), Vol 4 von Ikue Mori |
| 2021 | Parables                                                                                  | Tzadik              | Bill Frisell, Julian Lage, Gyan Riley |
| 2021 | Nostradamus: The Death Of Satan                                                           | Tzadik              | Simulacrum Trio |
| 2021 | Meditations on the Tarot                                                                  | Tzadik              | Brian Marsella, Trevor Dunn, Kenny Wollesen |
| 2021 | The Ninth Circle                                                                          | Tzadik              | Chaos-Magick-Ensemble |
| 2022 | A Garden of Forking Paths                                                                 | Tzadik              | Bill Frisell, Julian Lage, Gyan Riley |
| 2022 | Perchance to Dream…                                                                       | Tzadik              | Bill Frisell, Brian Marsella, John Medeski, Kenny Wollesen |
| 2022 | The Song of Songs                                                                         | Tzadik              | The Daughters of Jerusalem, Abigail Fischer, Kathryn Mulvehill, Kirsten Sollek, Lisa Bielawa, Martha Cluver, Barbara Hannigan, Mathieu Amalric |
| 2022 | A Suite for Piano                                                                         | Tzadik              | Brian Marsella, Ches Smith, Jorge Roeder |
| 2022 | Incerto                                                                                   | Tzadik              | Brian Marsella, Ches Smith, Jorge Roeder, Julian Lage |
| 2022 | Multiplicities: A Repository of Non-Existent Objects                                      | Tzadik              | John Medeski, Brian Marsella, Matt Hollenberg, Kenny Grohowski |
| 2023 | The Fourth Way                                                                            | Tzadik              | Brian Marsella, Jorge Roeder, Ches Smith |
| 2023 | John Zorn’s Olympiad – Vol. 3 Pops Plays Pops – Eugene Chadbourne Plays The Book of Heads | Tzadik              | Eugene Chadbourne |
| 2023 | 444                                                                                       | Tzadik              | John Medeski, Brian Marsella, Matt Hollenberg, Kenny Grohowski |
| 2023 | Multiplicities II: A Repository of Nonexistent Objects                                    | Tzadik              | Brian Marsella, Ches Smith, Julian Lage, Jorge Roeder |
| 2023 | Quatrain                                                                                  | Tzadik              | Julian Lage, Gyan Riley |
| 2023 | Nothing Is As Real As Nothing                                                             | Tzadik              | Bill Frisell, Julian Lage, Gyan Riley |
| 2023 | Homenaje a Remedios Varo                                                                  | Tzadik              | Brian Marsella, Ches Smith, Julian Lage, Jorge Roeder |
| 2023 | Full Fathom Five                                                                          | Tzadik              | Brian Marsella, Ches Smith, Julian Lage, Jorge Roeder |
| 2023 | Parrhesiastes                                                                             | Tzadik              | Brian Marsella, John Medeski, Kenny Grochowski, Matt Hollenberg |
| 2024 | Ballades                                                                                  | Tzadik              | Brian Marsella, Jorge Roeder, Ches Smith |
| 2024 | Her Melodious Lay                                                                         | Tzadik              | Gyan Riley, Julian Lage |
| 2024 | Love Songs Live                                                                           | Tzadik              | komponiert gemeinsam mit Jesse Harris; eingespielt von Petra Haden, Brian Marsella, Jorge Roeder, Ches Smith |
| 2024 | Hannigan Sings Zorn Volume Two                                                            | Tzadik              | Ikue Mori, Jorge Roeder, Ches Smith, Jay Campbell, Steve Gosling, Barbara Hannigan, Sae Hashimoto, Chris Otto, John Pickford Richards, Austin Wulliman |
| 2024 | Ou Phrontis                                                                               | Tzadik              | Brian Marsella, Jorge Roeder, Ches Smith |

## Filmworks
| VÖ   | Titel                                                                | Musiklabel    | Anmerkungen                                |
| ---- | -------------------------------------------------------------------- | ------------- | ------------------------------------------ |
| 1990 | Filmworks 1986-1990                                                  | Wave, Eva     | Re-Releases Nonesuch (1992), Tzadik (1997) |
| 1995 | Filmworks II: Music for an Untitled Film by Walter Hill              | Toy’s Factory | Re-Release Tzadik (1996)                   |
| 1995 | Filmworks III: 1990-1995                                             | Eva           | Re-Release Tzadik (1997)                   |
| 1996 | Filmworks IV: S/M + More                                             | Tzadik        | –                                          |
| 1996 | Filmworks V: Tears of Ecstasy                                        | Tzadik        | –                                          |
| 1997 | Filmworks VI: 1996                                                   | Tzadik        | –                                          |
| 1997 | Filmworks VII: Cynical Hysterie Hour                                 | Tzadik        | Zuerst 1989 von Sony CBS                   |
| 1998 | Filmworks VIII: 1997                                                 | Tzadik        | –                                          |
| 2000 | Filmworks IX: Trembling Before G-d                                   | Tzadik        | –                                          |
| 2001 | Filmworks X: In the Mirror of Maya Deren                             | Tzadik        | –                                          |
| 2002 | Filmworks XI: Secret Lives                                           | Tzadik        | –                                          |
| 2002 | Filmworks XII: Three Documentaries                                   | Tzadik        | –                                          |
| 2002 | Filmworks XIII: Invitation to a Suicide                              | Tzadik        | –                                          |
| 2003 | Filmworks XIV: Hiding and Seeking                                    | Tzadik        | –                                          |
| 2005 | Filmworks XV: Protocols of Zion                                      | Tzadik        | –                                          |
| 2005 | Filmworks XVI: Workingman’s Death                                    | Tzadik        | –                                          |
| 2005 | Filmworks Anthology – 20 Years of Soundtrack Music                   | Tzadik        | Best-of-Kompilation                        |
| 2006 | Filmworks XVII: Notes on Marie Menken/Ray Bandar: A Life with Skulls | Tzadik        | –                                          |
| 2006 | Filmworks XVIII: The Treatment                                       | Tzadik        | –                                          |
| 2008 | Filmworks XIX: The Rain Horse                                        | Tzadik        | –                                          |
| 2008 | Filmworks XX: Sholem Aleichem                                        | Tzadik        | –                                          |
| 2008 | Filmworks XXI: Belle de Nature/The New Rijksmuseum                   | Tzadik        | –                                          |
| 2008 | Filmworks XXII: The Last Supper                                      | Tzadik        | –                                          |
| 2009 | Filmworks XXIII: El General                                          | Tzadik        | –                                          |
| 2010 | Filmworks XXIV: The Nobel Prizewinner                                | Tzadik        | –                                          |
| 2013 | Filmworks XXV: City of Slaughter/Schmatta/Beyond the Infinite        | Tzadik        | –                                          |

## Naked City
| VÖ   | Titel                                              | Musiklabel    | Anmerkungen                                      |
| ---- | -------------------------------------------------- | ------------- | ------------------------------------------------ |
| 1989 | Naked City                                         | Nonesuch      | unter Zorns Namen veröffentlicht                 |
| 1989 | Torture Garden                                     | Shimmy Disc   | Re-Releases Earache (1991), Toy’s Factory (1991) |
| 1992 | Grand Guignol                                      | Avant         | –                                                |
| 1992 | Leng Tch’e                                         | Toy’s Factory | –                                                |
| 1992 | Heretic                                            | Avant         | –                                                |
| 1993 | Radio                                              | Avant         | –                                                |
| 1993 | Absinthe                                           | Avant         | –                                                |
| 2002 | Naked City Live, Vol. 1: The Knitting Factory 1989 | Tzadik        | Live-Album                                       |
| 2005 | Naked City: The Complete Studio Recordings         | Tzadik        | Kompilation (5 CDs)                              |

## Painkiller
| VÖ   | Titel                             | Musiklabel                         | Anmerkungen                                                              |
| ---- | --------------------------------- | ---------------------------------- | ------------------------------------------------------------------------ |
| 1991 | Guts of a Virgin                  | Earache, Toy’s Factory             | EP                                                                       |
| 1992 | Buried Secrets                    | Earache, Toy’s Factory, Relativity | EP                                                                       |
| 1993 | Rituals: Live in Japan            | Toy’s Factory                      | Live-Album                                                               |
| 1994 | Execution Ground                  | Subharmonic                        | Re-Release Toy’s Factory (1995), Subharmonic (1995) inkl. Live in Nagoya |
| 1997 | Collected Works                   | Tzadik                             | 4-CD-Kompilation                                                         |
| 1998 | Guts of a Virgin & Buried Secrets | Earache                            | Kompilation; Re-Release Soyuz Music (2003)                               |
| 2002 | Talisman: Live in Nagoya          | Tzadik                             | Live-Album                                                               |
| 2013 | The Prophecy                      | Tzadik                             | Live-Album, aufgenommen 2004-05                                          |
| 2024 | Samsara                           | Tzadik                             | aufgenommen 2024                                                         |
| 2025 | The Equinox                       | Tzadik                             | –                                                                        |

## The Moonchild Trio
| VÖ   | Titel                          | Musiklabel | Anmerkungen                                                                     |
| ---- | ------------------------------ | ---------- | ------------------------------------------------------------------------------- |
| 2006 | Moonchild: Songs without Words | Tzadik     | –                                                                               |
| 2006 | Astronome                      | Tzadik     | –                                                                               |
| 2007 | Six Litanies for Heliogabalus  | Tzadik     | mit Zorn, Ikue Mori, Jamie Saft, Martha Cluver, Abby Fischer und Kirsten Soller |
| 2008 | The Crucible                   | Tzadik     | mit Zorn und Marc Ribot                                                         |
| 2010 | Ipsissimus                     | Tzadik     | mit Zorn und Marc Ribot                                                         |
| 2012 | Templars: In Sacred Blood      | Tzadik     | mit John Medeski                                                                |
| 2014 | The Last Judgement             | Tzadik     | mit John Medeski                                                                |

## Masada Book of Songs
| VÖ   | Titel                                        | Musiklabel | Anmerkungen                                                   |
| ---- | -------------------------------------------- | ---------- | ------------------------------------------------------------- |
| 1994 | Masada: Alef                                 | DIW        | –                                                             |
| 1994 | Masada: Beit                                 | DIW        | –                                                             |
| 1994 | Masada: Gimel                                | DIW        | –                                                             |
| 1995 | Masada: Dalet                                | DIW        | EP                                                            |
| 1995 | Masada: Hei                                  | DIW        | –                                                             |
| 1995 | Masada: Vav                                  | DIW        | –                                                             |
| 1995 | Live                                         | Jazz Door  | Live-Album                                                    |
| 1996 | Bar Kokhba                                   | Tzadik     | –                                                             |
| 1996 | Masada: Zayin                                | DIW        | –                                                             |
| 1997 | Masada: Het                                  | DIW        | –                                                             |
| 1998 | The Circle Maker                             | Tzadik     | Doppelalbum Bar Kokhba Sextet/Masada String Trio              |
| 1998 | Masada: Tet                                  | DIW        | –                                                             |
| 1998 | Masada: Yod                                  | DIW        | –                                                             |
| 1998 | Live in Taipei 1995                          | Tzadik     | Live-Album                                                    |
| 1999 | Live in Jerusalem 1994                       | Tzadik     | Live-Album                                                    |
| 1999 | Live in Middelheim 1999                      | Tzadik     | Live-Album                                                    |
| 2000 | Live in Sevilla 2000                         | Tzadik     | Live-Album                                                    |
| 2001 | Live at Tonic 2001                           | Tzadik     | Live-Album                                                    |
| 2002 | First Live 1993                              | Tzadik     | Live-Album                                                    |
| 2003 | Masada Guitars                               | Tzadik     | Anniversary-Serie                                             |
| 2003 | Voices in the Wilderness                     | Tzadik     | Anniversary-Serie                                             |
| 2003 | The Unknown Masada                           | Tzadik     | Anniversary-Serie                                             |
| 2004 | Masada Recital                               | Tzadik     | Anniversary-Serie                                             |
| 2005 | Electric Masada: At the Mountains of Madness | Tzadik     | –                                                             |
| 2005 | Masada Rock                                  | Tzadik     | Anniversary-Serie                                             |
| 2005 | Sanhedrin 1994-1997                          | Tzadik     | –                                                             |
| 2021 | New Masada Quartet                           | Tzadik     | Quartett mit Zorn, Julian Lange, Jorge Roeder, Kenny Wollesen |
| 2023 | New Masada Quartet: Volume Two               | Tzadik     | –                                                             |
| 2024 | New Masada Quartet: Volume Three             | Tzadik     |                                                               |

## 50th Birthday Celebration
| VÖ   | Interpret                                   | Titel                                                                          | Musiklabel | Anmerkungen |
| ---- | ------------------------------------------- | ------------------------------------------------------------------------------ | ---------- | ----------- |
| 2004 | Masada String Trio                          | 50th Birthday Celebration Volume 1                                             | Tzadik     | –           |
| 2004 | Milford Graves / John Zorn                  | 50th Birthday Celebration Volume 2                                             | Tzadik     | –           |
| 2004 | Locus Solus                                 | 50th Birthday Celebration Volume 3                                             | Tzadik     | –           |
| 2004 | Electric Masada                             | 50th Birthday Celebration Volume 4                                             | Tzadik     | –           |
| 2004 | Fred Frith / John Zorn                      | 50th Birthday Celebration Volume 5                                             | Tzadik     | –           |
| 2004 | Hemophiliac                                 | 50th Birthday Celebration Volume 6                                             | Tzadik     | –           |
| 2004 | Masada                                      | 50th Birthday Celebration Volume 7                                             | Tzadik     | –           |
| 2004 | Wadada Leo Smith / Susie Ibarra / John Zorn | 50th Birthday Celebration Volume 8                                             | Tzadik     | –           |
| 2004 | John Zorn                                   | 50th Birthday Celebration Volume 9: The Classic Guide to Strategy Volume Three | Tzadik     | –           |
| 2005 | Yamataka Eye / John Zorn                    | 50th Birthday Celebration Volume 10                                            | Tzadik     | –           |
| 2005 | Bar Kokhba Sextet                           | 50th Birthday Celebration Volume 11                                            | Tzadik     | –           |
| 2005 | Painkiller                                  | 50th Birthday Celebration Volume 12                                            | Tzadik     | –           |

## Book of Angels
| VÖ   | Interpret                          | Titel                                | Musiklabel       | Anmerkungen                                                              |
| ---- | ---------------------------------- | ------------------------------------ | ---------------- | ------------------------------------------------------------------------ |
| 2005 | Jamie Saft Trio                    | Astaroth: Book of Angels Volume 1    | Tzadik           | –                                                                        |
| 2005 | Masada String Trio                 | Azazel: Book of Angels Volume 2      | Tzadik           | –                                                                        |
| 2006 | Mark Feldman & Sylvie Courvoisier  | Malphas: Book of Angels Volume 3     | Tzadik           | –                                                                        |
| 2006 | Koby Israelite                     | Orobas: Book of Angels Volume 4      | Tzadik           | –                                                                        |
| 2006 | The Cracow Klezmer Band            | Balan: Book of Angels Volume 5       | Tzadik           | –                                                                        |
| 2006 | Uri Caine                          | Moloch: Book of Angels Volume 6      | Tzadik           | –                                                                        |
| 2007 | Marc Ribot                         | Asmodeus: Book of Angels Volume 7    | Tzadik           | –                                                                        |
| 2007 | Erik Friedlander                   | Volac: Book of Angels Volume 8       | Tzadik           | –                                                                        |
| 2007 | Secret Chiefs 3                    | Xaphan: Book of Angels Volume 9      | Tzadik           | –                                                                        |
| 2008 | Bar Kokhba Sextet                  | Lucifer: Book of Angels Volume 10    | Tzadik           | –                                                                        |
| 2008 | Medeski, Martin & Wood             | Zaebos: Book of Angels Volume 11     | Tzadik           | –                                                                        |
| 2009 | Masada Quintet & Joe Lovano        | Stolas: Book of Angels Volume 12     | Tzadik           | –                                                                        |
| 2010 | Mycale                             | Mycale: Book of Angels Volume 13     | Tzadik           | –                                                                        |
| 2010 | The Dreamers                       | Ipos: Book of Angels Volume 14       | Tzadik           | –                                                                        |
| 2010 | Ben Goldberg Quartet               | Baal: Book of Angels Volume 15       | Tzadik           | –                                                                        |
| 2010 | Masada String Trio                 | Haborym: Book of Angels Volume 16    | Tzadik           | –                                                                        |
| 2011 | Cyro Baptista                      | Caym: Book of Angels Volume 17       | Tzadik           | –                                                                        |
| 2012 | David Krakauer                     | Pruflas: Book of Angels Volume 18    | Tzadik           | –                                                                        |
| 2012 | Shanir Ezra Blumenkranz            | Abraxas: Book of Angels Volume 19    | Tzadik           | –                                                                        |
| 2013 | Pat Metheny                        | Tap: Book of Angels Volume 20        | Tzadik, Nonesuch | –                                                                        |
| 2014 | Eyvind Kang                        | Alastor: Book of Angels Volume 21    | Tzadik           | –                                                                        |
| 2014 | Zion 80                            | Adramelech: Book of Angels Volume 22 | Tzadik           | –                                                                        |
| 2014 | Roberto Rodriguez                  | Aguares: Book of Angels Volume 23    | Tzadik           | –                                                                        |
| 2015 | Klezmerson                         | Amon: Book of Angels Volume 24       | Tzadik           | –                                                                        |
| 2015 | Mycale                             | Gomory: Book of Angels Volume 25     | Tzadik           | –                                                                        |
| 2015 | The SPIKE Orchestra                | Cerberus: Book of Angels Volume 26   | Tzadik           | –                                                                        |
| 2016 | John Zorn                          | Flaga: Book of Angels Volume 27      | Tzadik           | mit Craig Taborn, Christian McBride, Tyshawn Sorey                       |
| 2016 | Nova Express Quintet               | Andras: Book of Angels Volume 28     | Tzadik           | mit John Medeski, Kenny Wollesen, Joey Baron, Trevor Dunn, Cyro Baptista |
| 2016 | Autoryno                           | Flauros: Book of Angels Volume 29    | Tzadik           | –                                                                        |
| 2017 | Garth Knox and The Saltarello Trio | Leonard: Book of Angels Volume 30    | Tzadik           | –                                                                        |
| 2017 | Brian Marsella                     | Buer: Book of Angels Volume 31       | Tzadik           | mit Kenny Wollesen, Trevor Dunn                                          |
| 2017 | Mary Halvorson Quartet             | Paimon: Book of Angels Volume 32     | Tzadik           | letztes Album der Serie; mit Miles Okazaki, Drew Gress, Tomas Fujiwara   |

## Zusammenarbeiten
| VÖ   | Interpreten                                                                             | Titel                                                                     | Musiklabel                     | Anmerkungen |             |
| ---- | --------------------------------------------------------------------------------------- | ------------------------------------------------------------------------- | ------------------------------ | --- | ----------- |
| 1977 | Frank Lowe Orchestra                                                                    | Lowe and Behold                                                           | Musicworks                     | mit John Lindberg, Peter Kuhn, Butch Morris, Philip Wilson, Eugene Chadbourne, Frank Lowe, Joseph Bowie, Arthur Williams, Billy Bang, Polly Bradfield                       |             |
| 1978 | Eugene Chadbourne, Zorn                                                                 | School                                                                    | Parachute                      | – |             |
| 1979 | Eugene Chadbourne, Andrea Centazzo, Tom Cora, Toshinori Kondō, Polly Bradfield, Zorn    | Environment for Sextet                                                    | Ictus                          | Re-Release New Tone (1995); Remastered Re-Release Ictus (2022) |             |
| 1979 | Andrea Centazzo                                                                         | U.S.A. Concerts                                                           | Ictus                          | mit Zorn, Toshinori Kondo, Eugene Chadbourne, Polly Bradfield, Tom Cora; Re-Release New Tone (1995)                                                                         |             |
| 1979 | Eugene Chadbourne                                                                       | 2000 Statues And The English Channel                                      | Parachute                      | – |             |
| 1981 | The Chadbournes                                                                         | The Amazing Story of the Chadbournes in America                           | self-release                   | mit weiterem Material auf dem 2-LP-Set LSD C&W: The History of the Chadbournes in America                                                                                   |             |
| 1983 | Derek Bailey, George Lewis, Zorn                                                        | Yankees                                                                   | Celluloid                      | Re-Releases Celluloid (1983, 1992), Jimco (1993), Charly (1998) |             |
| 1983 | The Golden Palominos                                                                    | The Golden Palominos                                                      | Celluloid                      | mit Fred Frith, Bill Laswell, Jamaaladeen Tacuma, Anton Fier, David Moss, Arto Lindsay, Nicky Skopelitis, Michael Beinhorn, M. E. Miller; Re-Release Celluloid (1983)       |             |
| 1984 | Jim Staley, Zorn                                                                        | OTB                                                                       | Lumina                         | – |             |
| 1984 | Eugene Chadbourne                                                                       | Dinosaur on-the-Way                                                       | self-release                   | – |             |
| 1985 | Michiro Sato, Zorn                                                                      | Ganryu Island                                                             | Yukon                          | Re-Release Tzadik (1998) |             |
| 1985 | Various Artists                                                                         | Lost in the Stars – The Music of Kurt Weill                               | A&M                            | Zorn mit The Little Lieutenant Of The Loving God; Re-Release Amiga (1987)                                                                                                   |             |
| 1986 | Steve Beresford, David Troop, Tonie Marshall, Zorn                                      | Deadly Weapons                                                            | Nato                           | Re-Releases Nato (1991, 2005) |             |
| 1986 | JoJo Takayanagi, Zorn                                                                   | Experimental Performance                                                  | Mobys                          | – |             |
| 1986 | The Sonny Clark Memorial Quartet                                                        | Voodoo                                                                    | Black Saint                    | mit Wayne Horvitz, Ray Drummond, Bobby Previte |             |
| 1987 | Brötzmann Clarinet Project                                                              | Berlin Djungle                                                            | FMP                            | mit Toshinori Kondō, Johannes Bauer, Alan Tomlinson, Tony Coe, J. D. Parran, Ernst-Ludwig Petrowsky, Louis Sclavis, William Parker, Tony Oxley; Re-Release Atavistic (2004) |             |
| 1987 | Jim Staley                                                                              | Mumbo Jumbo                                                               | Rift                           | nur D-Seite; Re-Releases Einstein Records (1993, 2009) |             |
| 1988 | Bill Frisell, George Lewis, Zorn                                                        | News for Lulu                                                             | HatHut                         | Re-Releases Hat Hut (1993, 2008) |             |
| 1990 | The Intergalactic Maiden Ballet featuring John Zorn                                     | Square Dance                                                              | Tiptoe                         | mit Roland Philipp, Harald Haerter, Thomas Jordi, Jojo Mayer |             |
| 1992 | Bill Frisell, George Lewis, Zorn                                                        | More News for Lulu                                                        | HatHut                         | Re-Release Hat Hut (2010) |             |
| 1992 | Bill Laswell, Sonny Sharrock, Fred Frith, Derek Bailey, Charles Noyes, Zorn             | Improvised Music 1981                                                     | MuWorks                        | – |             |
| 1992 | Otomo Yoshihide                                                                         | We Insist?                                                                | Soundfactory                   | mit Hirose Junji, Chino Shuichi, Kato Hideki, Uemura Masahiro, Kondo Yoshiaki                                                                                               |             |
| 1992 | Various Artists                                                                         | A Confederacy of Dances, Vol. 1: Live Recordings from the Roulette Series | Einstein                       | Zorn mit Sebastopol |             |
| 1992 | Various Artists                                                                         | (Y)earbook Volume 2                                                       | Rastascan                      | John Zorn Ensemble (mit Gannon Hall, David Slusser, Myles Boisen, Trey Spruance, William Winant, Bob Ostertag) auf Xu Feng (Excerpt)                                        |             |
| 1994 | Fred Frith, Zorn                                                                        | The Art of Memory                                                         | Incus                          | – |             |
| 1994 | Company 91                                                                              | Company 91                                                                | Incus                          | Vol. 1-3; mit Paul Rogers, Pat Thomas, Buckethead, Derek Bailey, Paul Lovens, Yves Robert, Alexander Bălănescu, Vanessa Mackness                                            |             |
| 1995 | Derek Bailey, William Parker, Zorn                                                      | Harras                                                                    | Avant                          | – |             |
| 1995 | The Mystic Fugu Orchestra                                                               | Zohar                                                                     | Tzadik                         | mit Rav Tzitzit (Zorn), Rav Yechida (Yamatsuka Eye) |             |
| 1995 | Dekoboko Hajiime & Yamataka Eye                                                         | Naninani                                                                  | Tzadik                         | – |             |
| 1996 | Eugene Chadbourne, Zorn                                                                 | In Memory of Nikki Arane                                                  | Incus                          | aufgenommen 1980 |             |
| 1997 | Zorn & Bobby Previte                                                                    | Euclid’s Nightmare                                                        | Depth of Field                 | – |             |
| 1998 | Wayne Horvitz, Elliott Sharp, Bobby Previte, Zorn                                       | Downtown Lullaby                                                          | Depth of Field                 | – |             |
| 1998 | Weird Little Boy                                                                        | Weird Little Boy                                                          | Avant                          | mit Mike Patton, Trey Spruance, Chris Cochrane, William Winant; Re-Release ArsNova (????)                                                                                   |             |
| 1999 | Tom Johnson, Sven-Åke Johansson, Nicolaus Richter de Vroe, Steffen Schleiermacher, Zorn | Enfants Terribles                                                         | Hat Hut                        | – |             |
| 1999 | Prelapse                                                                                | Prelapse                                                                  | Avant                          | mit Jeff Hudgins, Mason Wendell, Andy Sanesi, Dane Johnson, Alex Lacamoire                                                                                                  |             |
| 1999 | Various Artists                                                                         | Hallelujah, Anyway – Remembering Tom Cora                                 | Tzadik                         | Zorn auf Casey R. mit Fred Frith, Tom Cora und Pitter Patter Panther mit The Chadbournes                                                                                    |             |
| 2000 | Fred Frith, Toyozumi Yoshisaburo, Onnyk, Zorn                                           | Ars Longa Dens Brevis                                                     | Allelopathy                    | – |             |
| 2002 | Mike Patton, Ikue Mori, Zorn                                                            | Hemophiliac                                                               | Tzadik                         | – |             |
| 2002 | Various Artists                                                                         | Live at Tonic Volume I                                                    | Tonic                          | mit Emergency (Zorn, Ben Perowsky, Marc Ribot, John Medeski) auf Colombo |             |
| 2003 | Buck Jam Tonic                                                                          | Buck Jam Tonic                                                            | WildDisc                       | mit Bill Laswell, Tatsuya Nakamura |             |
| 2004 | Yamataka Eye, Zorn                                                                      | Naninani II                                                               | Tzadik                         | – |             |
| 2004 | Various Artists                                                                         | La Scena Olandese                                                         | Musica Jazz                    | John Zorn Quartet auf Brozziman |             |
| 2004 | Various Artists                                                                         | Irving Stone Memorial Concert                                             | Tzadik                         | John Zorn & Ikue Mori auf From the Beginning |             |
| 2005 | The Cracow Klezmer Band Plays John Zorn                                                 | Sanatorium Under the Sign of the Hourglass: A Tribute to Bruno Schultz    | Tzadik                         | – |             |
| 2006 | Fred Frith, Zorn                                                                        | The Art of Memory II                                                      | Fred, ReR Megacorp             | – |             |
| 2006 | Dave Douglas, Mike Patton, Bill Laswell, Rob Burger, Ben Perowsky, Zorn                 | The Stone: Issue One                                                      | Tzadik                         | – |             |
| 2006 | Various musicians                                                                       | The NY Tapes                                                              | Ictus                          | re-release von Environment for Sextet (1979) |             |
| 2008 | Lou Reed, Laurie Anderson, Zorn                                                         | The Stone: Issue Three                                                    | Tzadik                         | – |             |
| 2010 | Fred Frith, Zorn                                                                        | Late Works                                                                | Tzadik                         | – |             |
| 2011 | Rova:Zorn                                                                               | The Receiving Surfaces                                                    | Metalanguage                   | – |             |
| 2013 | Thurston Moore, Zorn                                                                    | @                                                                         | Tzadik                         | – |             |
| 2013 | Master Musicians of Jajouka                                                             | The Road to Jajouka: A Benefit Album                                      | Howe Records                   | Zorn nur auf Djebala Hills mit Falu, Aïyb Dieng, Flea, Billy Martin, Danny Blume                                                                                            |             |
| 2014 | Wadada Leo Smith-George Lewis-John Zorn                                                 | Sonic Rivers                                                              | Tzadik                         | – |             |
| 2014 | David Smith / Bill Laswell / John Zorn                                                  | The Dream Membrane                                                        | Tzadik                         | – |             |
| 2014 | Eugene Chadbourne, John Zorn                                                            | Great Duo Live, Vol. II                                                   | House of Chadula               | aufgenommen 1977–1980 |             |
| 2015 | Ist                                                                                     | New York                                                                  | Confront                       | nur auf For Derek 6 |             |
| 2015 | Yoko Ono & John Zorn                                                                    | Yoko Ono & John Zorn                                                      | Chimera Music                  | limitierte 10"-Single; aufgenommen am 14. November 2012 |             |
| 2020 | John Zorn / Jesse Harris                                                                | Songs for Petra                                                           | Tzadik                         | Petra Haden, Julian Lage, Jorge Roeder, Kenny Wollesen; Kompositionen von Zorn, Texte von Harris                                                                            |             |
| 2021 | Soup with John Zorn                                                                     | Shinjuku Pit Inn                                                          | Bill Laswell self-release      | nur digital; mit Bill Laswell, Otomo Yoshihide, Yasuhiro Yoshigaki |             |
| 2021 | Material                                                                                | The Kitchen, NYC                                                          | Bill Laswell self-release      | nur digital; mit Bill Laswell, Derek Bailey, Fred Frith, Sonny Sharrock; aufgenommen live am 18. September 1981                                                             |             |
| 2021 | The Chadbournes                                                                         | And I Turned Out to Be…                                                   | Chadula                        | Live-Aufnahmen vom 4. Mai 1981 |             |
| 2021 | Derek Bailey Company                                                                    | Roulette                                                                  | Bill Laswell self-release      | nur digital; mit Bill Laswell, Derek Bailey, Fred Frith, Joëlle Léandre, Keshavan Maslak, Peter Brötzmann, Cyro Baptista; aufgenommen live am 16./17. Dezember 1982         |             |
| 2021 | George Cartwright / John Zorn / Polly Bradfield / Charlie Noyes                         | Inroads 6/25/1982                                                         | George Cartwright self-release | nur digital |             |
| 2022 | John Zorn / Bill Laswell                                                                | The Cleansing                                                             | Tzadik                         | – |             |
| 2022 | Zoh Amba                                                                                | O, Sun                                                                    | Tzadik                         | mit Joey Baron, Thomas Morgan, Micah Thomas |             |
| 2023 | John Zorn / Bill Laswell                                                                | Memoria                                                                   | Tzadik                         | – |             |
| 2023 | Eugene Chadbourne                                                                       | The Odyssey – Horror Vol. 15                                              | House of Chadula               | mit Chadbourne, Zorn, Florian Mastung, Dan Clucas, Marcello Delbosco, Jameson Williams                                                                                      |             |
| 2024 | 2004                                                                                    | John Zorn / Bill Laswell / Hideo Yamaki with Toshinori Kondo              | Tokyo Rotation 1 – Day 5 Set 1 | Bill Laswell self-release | nur digital |

## Gastauftritte
| VÖ   | Interpretation                          | Titel                                                                                            | Musiklabel                                               | Anmerkungen |
| ---- | --------------------------------------- | ------------------------------------------------------------------------------------------------ | -------------------------------------------------------- | --- |
| 1978 | Andrea Centazzo                         | U.S.A. Concerts                                                                                  | Ictus                                                    | auf Sextet Improvisation und Duet Improvisation N.2; Re-Release New Tone (1999) |
| 1980 | Wayne Horvitz                           | Theater for Your Mother                                                                          | TFYM004                                                  | auf Art Thieves und No Place Fast mit David Sewelson, Dana Vlcek, Joe Gallant, Geordie Gillespie                                                                                   |
| 1980 | Eugene Chadbourne                       | There’ll Be No Tears Tonight                                                                     | Parachute                                                | auf Honey Don’t, Dang Me, The Last Word in Lonesome Is Me und Swingin’ Doors; Re-Releases Fundamental (1987) und Corbett vs. Dempsey (2016)                                        |
| 1982 | Charles K. Noyes                        | The World and the Raw People                                                                     | Zoar                                                     | auf Augury |
| 1983 | Kip Hanrahan                            | Desire Develops an Edge                                                                          | American Clavé                                           | auf Jack And The Golden Palominos (For Chico Buarque); Re-Releases VeraBra Music (1986), American Clavé (1994), Yellowbird (2010)                                                  |
| 1983 | Chevon & Flagstone                      | Flagstone Reggae                                                                                 | Touchstone                                               | – |
| 1984 | Various Artists                         | That’s The Way I Feel Now – A Tribute To Thelonious Monk                                         | A&M                                                      | auf Shuffle Boil mit Mark E. Miller, Arto Lindsey und Wayne Horvitz |
| 1984 | David Moss                              | Full House                                                                                       | Moers Music                                              | auf Hand Tech und Husk When Time; Re-Release Moers Music (1993) |
| 1984 | Violent Femmes                          | Hallowed Ground                                                                                  | Slash                                                    | – |
| 1985 | Butch Morris                            | Current Trends in Racism in Modern America                                                       | Sound Aspects                                            | – |
| 1985 | David Moss                              | Dense Band                                                                                       | Moers Music                                              | – |
| 1985 | Joe Piscopo                             | Honeymooners Rap                                                                                 | Columbia                                                 | 12" |
| 1985 | The Golden Palominos                    | Omaha                                                                                            | Celluloid                                                | 7"; auf I.D. (Like A Version) |
| 1985 | Various Artists                         | An Atlas of Scores                                                                               | Musicworks                                               | auf Solo |
| 1985 | Rochester / Veasley Band                | One Minute of Love                                                                               | Gramavision                                              | auf Give It to Me |
| 1986 | Ned Rothenberg                          | Trespass                                                                                         | Lumina                                                   | auf Strata |
| 1986 | Various Artists                         | The Improvisors                                                                                  | Tellus                                                   | auf Untitled mit Ikue Mori, Lindsay Cooper und Fred Frith |
| 1987 | Various Artists                         | The 20th Anniversary Of The Summer Of Love                                                       | Shimmy Disc                                              | auf Should I Tell Her? mit Half Japanese |
| 1987 | Eugene Chadbourne                       | LSDC&W – The History of the Chadbournes in America                                               | Fundamental                                              | auf Beatles Medley und W Va Spec (Zorn Tribute); Re-Release auf House of Chadula (2007)                                                                                            |
| 1987 | Alfred 23 Harth                         | Plan Eden                                                                                        | Creative Works                                           | auf Atom-Sex-Kino |
| 1988 | Seigen Ono                              | Comme des garçons Volume One                                                                     | Venture                                                  | auf Something To Hold On To, All Men Are Heels, 5.40 AM View Of Empire |
| 1988 | Ambitious Lovers                        | Greed                                                                                            | Virgin                                                   | auf Privacy und Admit It; Re-Release Virgin (1996) |
| 1988 | Fred Frith                              | „The Technology Of Tears“ and Other Music for Dance and Theatre                                  | RecRec Music                                             | auf Sadness, Its Bones Bleached Behind Us, You Are What You Eat, You Are What You Eat (Continued), The Palace of Laughter, The Technology of Tears; Re-Release Fred Records (2008) |
| 1988 | Jad Fair & Kramer                       | Roll Out the Barrell                                                                             | Shimmy Disc                                              | auf der B-Side |
| 1988 | Blind Idiot God                         | Undertow                                                                                         | Enemy                                                    | auf Purged Specimen |
| 1988 | Various Artists                         | Kimus #1                                                                                         | hat ART                                                  | auf Melanie, Funk in Deep Freeze und Windmill |
| 1988 | Various Artists                         | La Nuit des solos                                                                                | Vand’Oeuvre                                              | auf Improvisation |
| 1989 | Mark Bingham                            | I Passed for Human                                                                               | Sky Ranch, Dog Gone                                      | auf Cain Had Relations, Giant Steps und Delta Sierra |
| 1989 | Friction                                | Replicant Walk                                                                                   | Wax                                                      | auf Bad Luck und Burn Don; Re-Release Enemy (1989) |
| 1989 | Seigen Ono                              | Comme Des Garçons Volume Two                                                                     | Venture                                                  | auf Finale |
| 1989 | Various Artists                         | Bandes Originales Du Journal De Spirou                                                           | Nato                                                     | auf Nuit Blanche Pour Les Gorilles und Spirou Et Fantasio A New York |
| 1989 | Half Japanese                           | The Band That Would Be King                                                                      | 50 000 000 000 000 000 000 000 000 000 000 Watts Records | auf Ride, Ride, Ride; Re-Release Paperhouse (1993) |
| 1989 | Nicolas Collins                         | 100 of the World’s Most Beautiful Melodies                                                       | Trace Elements                                           | auf 6 Liedern |
| 1990 | Seigen Ono                              | NekonoTopia NekonoMania                                                                          | Crammed Discs, Made to Measure                           | auf A Person And The Photography, An Apple In The Freezer, Enishie, Nekonotopia Nekonomania, My First Wish und A Person And A Photography                                          |
| 1990 | Sovetskoye Foto                         | The Art of Beautiful Butling                                                                     | 1st Records                                              | auf Everything I Had |
| 1990 | Various Artists                         | Live at the Knitting Factory Volume 3                                                            | Knitting Factory Works                                   | auf Rictus und Z.o.g. mit Slan |
| 1990 | Der Zibet                               | Homo Demens                                                                                      | Seven Gods                                               | auf サイコ リザード |
| 1991 | Various Artists                         | October Meeting 87                                                                               | Bimhuis Records                                          | auf Number One, G-Blues und Broezimann |
| 1991 | Ruins                                   | Early Works: Live & Unreleased Tracks                                                            | Bloody Butterfly                                         | auf Grand Canyon, Sycophant und Dry Lungs |
| 1991 | Valentina Ponomareva                    | Live in Japan                                                                                    | Leo                                                      | auf Koseinenkin Hall II |
| 1991 | Marisa Monte                            | Mais                                                                                             | World Pacific, EMI                                       | auf Volte Para O Seu Lar (Go Back To Your Home) und Ensaboa (Soap It Up); Re-Release EMI (1994)                                                                                    |
| 1991 | O.L.D.                                  | Lo Flux Tube                                                                                     | Earache, Relativity                                      | auf Lo Flux Tube |
| 1992 | God Is My Co-Pilot                      | How I Got Over EP                                                                                | Ajax                                                     | 7" |
| 1992 | Hoppy Komiyama                          | 音楽王2 Welcome To Forbidden Paradise                                                            | Nonfixx                                                  | auf E.S.T. (Electric Shock Treatment), A.M. und Au Naturel |
| 1992 | God                                     | Possession                                                                                       | Caroline                                                 | auf Return to Hell, Hate Meditation und Lord, I’m on My Way; Re-Release Virgin (1997)                                                                                              |
| 1992 | Otomo Yoshihide                         | We Insist?                                                                                       | Sound Factory, Noise Asia                                | auf Quite Fire At Gok und Trash |
| 1992 | Makigami Koichi                         | 殺しのブルース                                                                                   | Eastworld                                                | auf マリアンヌ |
| 1993 | Ground Zero                             | Ground Zero                                                                                      | God Mountain                                             | auf WJAZ-1, Chronicle-1, G-Project, WJAZ-2 und Sniper XR |
| 1993 | Graeme Kirkland And The Wolves          | Compositional Collage                                                                            | self-release                                             | Zorn mit backing vocals |
| 1993 | God Is My Co-Pilot                      | Speed Yr Trip                                                                                    | The Making of Americans                                  | auf Catheter |
| 1993 | God Is My Co-Pilot                      | What Doctors Don’t Tell You                                                                      | Shrimper                                                 | – |
| 1993 | Praxis                                  | Sacrifist                                                                                        | Subharmonic, Toy’s Factory                               | – |
| 1993 | Big John Patton                         | Blue Planet Man                                                                                  | Bellaphon, King Records                                  | Re-Release Evidence (1995) |
| 1993 | Creative Works Orchestra                | Willisau Live and More                                                                           | Creative Works Records                                   | auf Atom-Sex Kino |
| 1993 | Mia Zabelka                             | Possible Fruit                                                                                   | Extraplatte                                              | auf Cicling Bodies und Oh Those Sensual Textures |
| 1994 | Prima Materia                           | Peace on Earth (Music of John Coltrane)                                                          | Knitting Factory Works                                   | auf Spiritual und Brazilia |
| 1995 | Steve Beresford                         | Signals for Tea                                                                                  | Avant                                                    | – |
| 1995 | Thomas Chapin Trio                      | Menagerie Dreams                                                                                 | Knitting Factory Records                                 | auf Bad Birdie (Trio 1) und Put Your Quarter In And Watch The Chicken Dance |
| 1995 | Ikue Mori                               | Hex Kitchen                                                                                      | Tzadik                                                   | auf Angler Fish |
| 1995 | David Shea                              | Hsi-Yu Chi                                                                                       | Tzadik                                                   | – |
| 1995 | John Patton                             | Minor Swing                                                                                      | DIW                                                      | – |
| 1996 | Kato Hideki                             | Hope & Dispair                                                                                   | Extreme                                                  | am Klavier auf Double Dream |
| 1996 | Jim Staley                              | Northern Dancer                                                                                  | Einstein                                                 | auf Northern Dancer |
| 1996 | Eugene Chadbourne                       | Boogie With the Hook                                                                             | Leo                                                      | auf Red Lightning Part 1 |
| 1997 | David Garland                           | Control Songs                                                                                    | Review                                                   | auf On Planet X und Simba |
| 1997 | Mike Patton                             | Pranzo Oltranzista                                                                               | Tzadik                                                   | – |
| 1997 | Marc Ribot                              | Shoe String Symphonettes                                                                         | Tzadik                                                   | auf Surf’s Down |
| 1997 | Cyro Baptista                           | Vira-Loucos / Villa-Lobos                                                                        | Avant                                                    | auf Dansa |
| 1997 | Music Revelation Ensemble               | Cross Fire                                                                                       | DIW                                                      | auf Law, Devotion, Proof und Backbeat |
| 1997 | Medeski, Martin & Wood                  | Bubblehouse                                                                                      | Gramavision                                              | nur bei Dracula Remix (von DJ Olive) |
| 1998 | Gary Lucas                              | Busy Being Born                                                                                  | Tzadik                                                   | auf Adon Olom, Instrumental, Adon Olom, Vocal und Sandman |
| 1999 | Thomas Chapin                           | Alive                                                                                            | Knitting Factory Records                                 | auf Bad Birdie (Trio 1) und Daydream |
| 1999 | David Garland                           | Togetherness                                                                                     | Ergodic                                                  | auf The Best of Both Worlds |
| 2000 | Gary Lucas                              | Street of Lost Brothers                                                                          | Tzadik                                                   | auf Yigdal |
| 2000 | Daniel Zamir                            | Satlah                                                                                           | Tzadik                                                   | – |
| 2002 | Frank London                            | Scientist at Work                                                                                | Tzadik                                                   | auf Imanu Malketeynu |
| 2002 | Daniel Zamir / Satlah                   | Children of Israel                                                                               | Tzadik                                                   | – |
| 2002 | Cyro Baptista                           | Beat the Donkey                                                                                  | Tzadik                                                   | auf Mr. Bugaloo |
| 2004 | Raz Mesinai                             | Cyborg Acoustics                                                                                 | Tzadik                                                   | – |
| 2004 | Wadada Leo Smith                        | Lake Biwa                                                                                        | Tzadik                                                   | – |
| 2005 | Seigen Ono                              | Comme Des Garçons                                                                                | Saidera                                                  | auf All Men Are Heels, Something to Hold On to, Maria 9, She Is She, Maria 5 |
| 2006 | Microscopic Septet                      | Surrealistic Swing (History Of The Micros Volume Two)                                            | Cuneiform                                                | – |
| 2006 | Ned Rothenberg                          | Solo Works                                                                                       | Tzadik                                                   | auf Strata, Trespass, Caenis, Slapstick, Filigree und Kakeai |
| 2007 | Paul Brody’s Sadawi                     | For the Moment                                                                                   | Tzadik                                                   | auf For the Moment |
| 2008 | Eugene Chadbourne                       | Viajando hacia adelante y hacia atras en el Tiempo con el loco Doctor Chad: 30 Years Of Rarities | Diogenes                                                 | auf Courage! |
| 2008 | Toy Killers                             | The Unlistenable Years                                                                           | ugEXPLODE                                                | auf Bleed the Mind und Improvisation |
| 2008 | Cyro Baptista                           | Banquet of the Spirits                                                                           | Tzadik                                                   | auf Macunaima (A Hero Without A Character) |
| 2009 | Eretz Hakodesh                          | ארץ הקודש                                                                                        | Tzadik                                                   | auf Song of Love |
| 2009 | Duck Baker                              | The Ducks Palace                                                                                 | Incus                                                    | auf Improv 1 und Improv 5 |
| 2009 | Borah Bergman Trio                      | Luminescence                                                                                     | Tzadik                                                   | auf Luma |
| 2010 | Laurie Anderson                         | Homeland                                                                                         | Nonesuch                                                 | auf Bodies in Motion und The Beginning of Memory |
| 2012 | Napalm Death                            | Utilitarian                                                                                      | Century Media                                            | auf Everyday Pox |
| 2014 | Praxis / RAMM:ΣLL:ZΣΣ*                  | In Times of Horror                                                                               | M.O.D. Technologies                                      | nur als Download; Single |
| 2014 | Current 93                              | I Am the Last of All the Field That Fell (A Channel)                                             | The Spheres                                              | limitierte Vinyl-Auflage |
| 2015 | Praxis                                  | Sound Virus                                                                                      | M.O.D. Technologies                                      | nur als Download |
| 2016 | Various Artists                         | Celebrate Ornette                                                                                | Song X Records                                           | auf Ornette Reverb Quartet mit Bill Laswell, Laurie Anderson, Stewart Hurwood |
| 2017 | Cleric                                  | Retrocausal                                                                                      | Web of Mimicry                                           | auf Grey Lodge |
| 2019 | Bill Laswell                            | Myth – Dreams of the World                                                                       | –                                                        | mit Painkiller und Iggy Pop auf Hades, The God of the Underworld |
| 2020 | Jungle Brothers                         | Crazy Wisdom                                                                                     | –                                                        | Bandcamp-Release von Bill Laswell |
| 2021 | Miles Okazaki / Trevor Dunn / Dan Weiss | Hive Mind                                                                                        | Tzadik                                                   | auf Insensitivity Training, Release the Footage |